# Округ Клатови
Округ Клатови (чеш. Okres Klatovy) је округ у Плзењском крају, у Чешкој Републици. Административно средиште округа је град Клатови.

## Становништво
Према подацима о броју становника из 2012. године округ је имао 87.622 становника.